# Ботсвана на літніх Олімпійських іграх 1980
Ботсвана брала участь в Літніх Олімпійських іграх 1980 року в Москві (СРСР) вперше за свою історію, але не завоювала жодної медалі. Збірну країни представляли сім легкоатлетів.

## Легка атлетика
Спортсменів — 7
Чоловіки
| Спортсмен         | Вид               | Забіг        | Забіг | Півфінал   | Півфінал   | Чвертьфінал | Чвертьфінал | Фінал      | Фінал      |
| Спортсмен         | Вид               | Результат    | Місце | Результат  | Місце      | Результат   | Місце       | Результат  | Місце      |
| ----------------- | ----------------- | ------------ | ----- | ---------- | ---------- | ----------- | ----------- | ---------- | ---------- |
| Люсьєн Джозіа     | 100м              | 11,15        | 6     | Не пройшов | Не пройшов | Не пройшов  | Не пройшов  | Не пройшов | Не пройшов |
| Люсьєн Джозіа     | 200м              | 22,45        | 6     | Не пройшов | Не пройшов | Не пройшов  | Не пройшов  | Не пройшов | Не пройшов |
| Джозеф Рамотсхабі | 400м              | 51,49        | 7     | Не пройшов | Не пройшов | Не пройшов  | Не пройшов  | Не пройшов | Не пройшов |
| Ланга Мудондо     | 800м              | 1:52,5       | 6     | Не пройшов | Не пройшов | Не пройшов  | Не пройшов  | Не пройшов | Не пройшов |
| Ісмаель Мхаладі   | 1500м             | 3:59,1       | 9     | Не пройшов | Не пройшов | Не пройшов  | Не пройшов  | Не пройшов | Не пройшов |
| Роберт Чідека     | 5000м.            | 14:47,2      | 10    | Не пройшов | Не пройшов | Не пройшов  | Не пройшов  | Не пройшов | Не пройшов |
| Голекане Мосвеу   | 10000м            | 30:38,8      | 12    | Не пройшов | Не пройшов | Не пройшов  | Не пройшов  | Не пройшов | Не пройшов |
| Вілфрід Каренг    | 400 м з бар'єрами | не фінішував | -     | Не пройшов | Не пройшов | Не пройшов  | Не пройшов  | Не пройшов | Не пройшов |